# Enola Gay

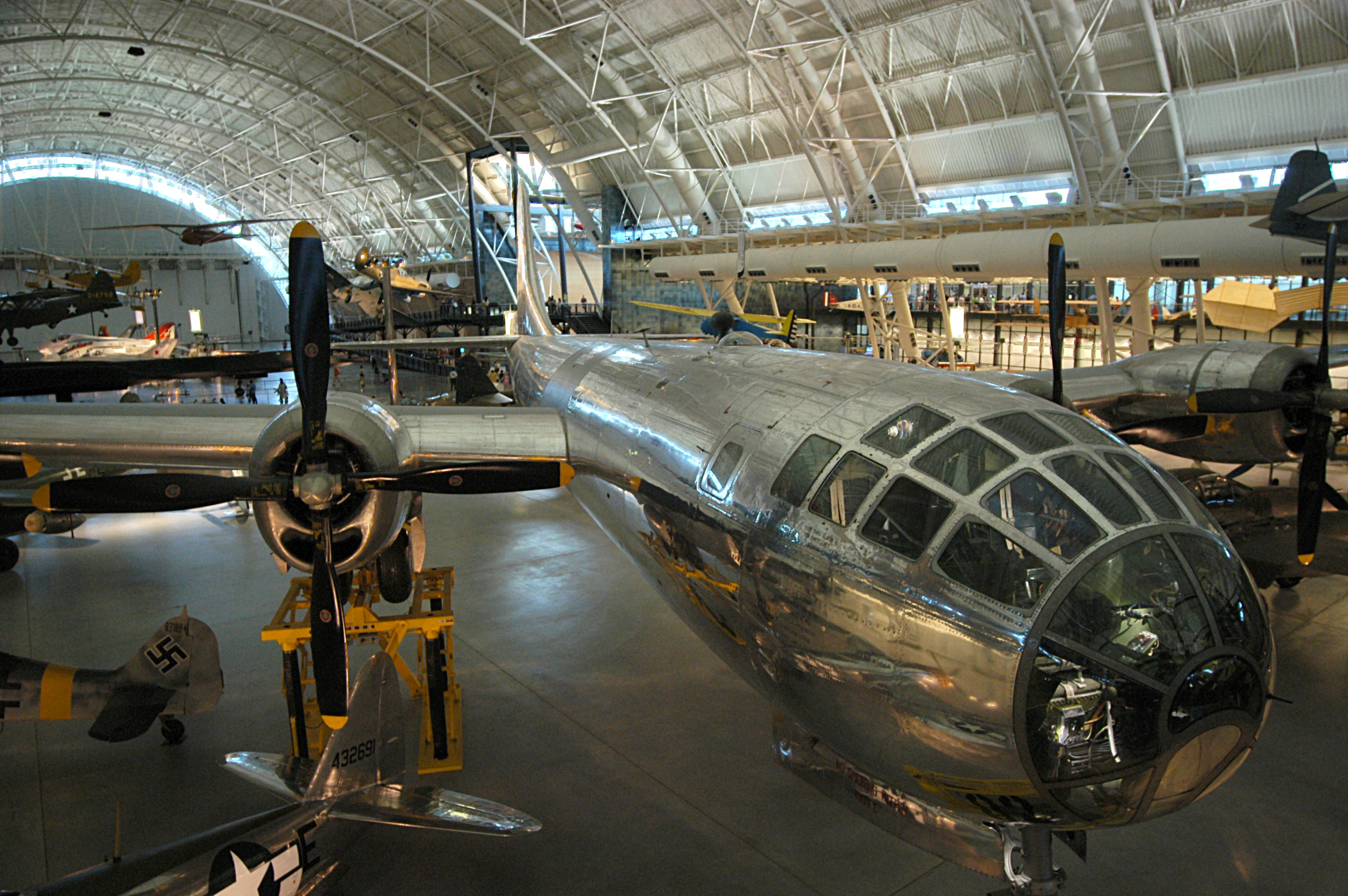
Enola Gay в Национальном музее авиации и космонавтики США

Enola Gay (читается как «Энола Гэй») — имя собственное стратегического бомбардировщика ВВС Армии США Боинг Б-29 «Суперфортресс», сбросившего 6 августа 1945 года атомную бомбу «Малыш» (англ. Little Boy) на японский город Хиросима в конце Второй мировой войны. В настоящий момент находится в Национальном музее авиации и космонавтики США.

## Этимология имени
Бомбардировщик был назван так его пилотом Полом Тиббетсом в честь своей матери Энолы Гей Тиббетс (Enola Gay Tibbets).

## История самолёта до бомбардировки Хиросимы

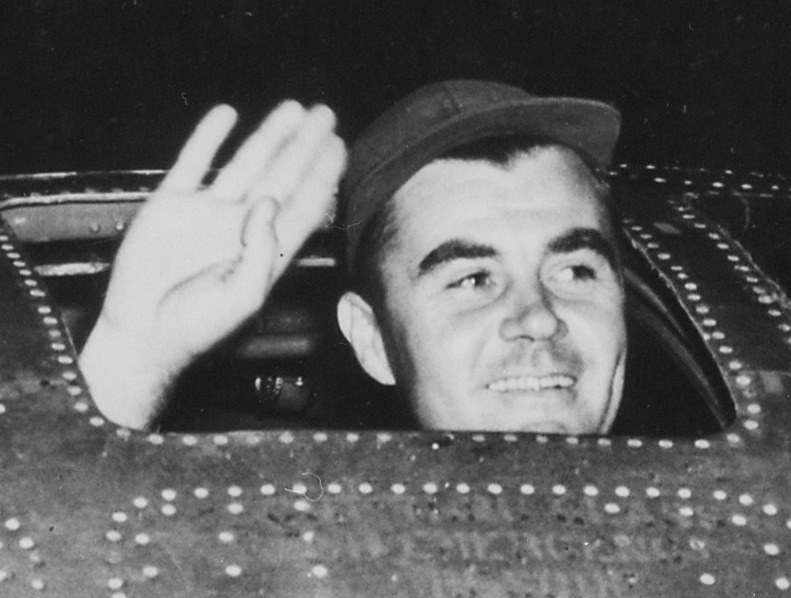
Пол Тиббетс машет рукой из кабины перед вылетом на бомбардировку Хиросимы

Enola Gay (B-29-45-MO, серийный номер 44-86292) входил в 509 специальную авиагруппу, состоящую из 15 модифицированных для доставки ядерного оружия бомбардировщиков Б-29, базирующуюся на Тиниане, острове в цепочке Марианских островов. Enola Gay был отобран лично Полом Тиббетсом, командиром 509 специальной авиагруппы, 9 мая 1945 года ещё на сборочной линии завода компании Glenn L. Martin Company в городе Омаха, штат Небраска.

## Атомная бомбардировка Хиросимы
До бомбардировки Хиросимы Enola Gay совершил 8 учебных и 2 боевых вылета, а 31 июля 1945 года произвёл репетицию сброса атомной бомбы с использованием макета бомбы «Малыш». 5 августа самолёт был назван Тиббетсом в честь его матери, Энолы Гэй Тиббетс. 6 августа с самолёта была произведена первая в мире атомная бомбардировка.

### Экипаж самолёта

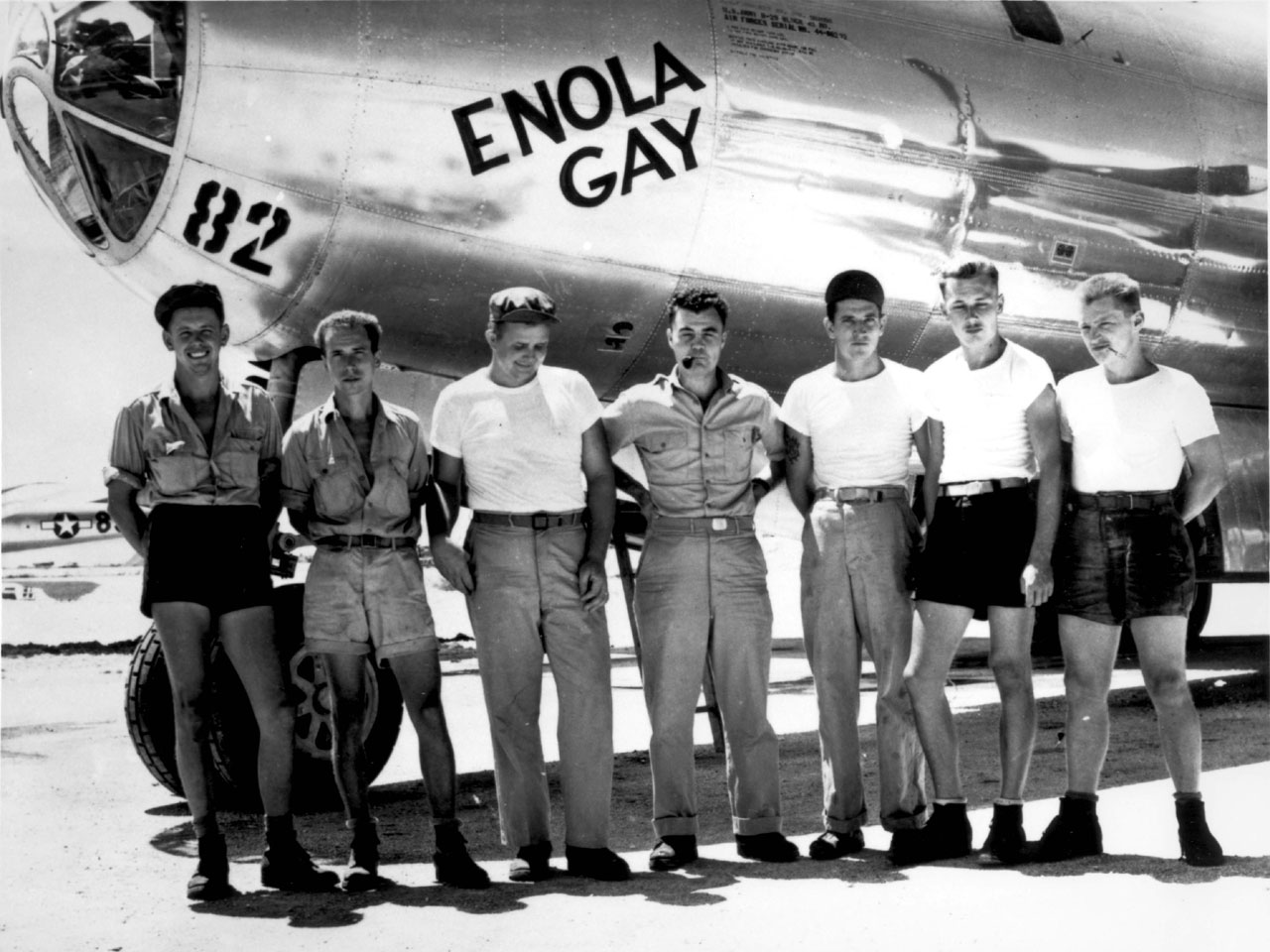
Экипаж Enola Gay (не весь). Пол Тиббетс — в центре

Экипаж самолёта 6 августа 1945 года состоял из двенадцати человек:
- Полковник Пол В. Тиббетс (1915—2007) — командир экипажа.
- Капитан Роберт Льюис (1917—1983) — второй пилот.
- Майор Томас Фереби (1918—2000) — бомбардир.
- Капитан Теодор Ван Кирк (1921—2014) — штурман.
- Лейтенант Джекоб Безер (1921—1992) — специалист по противорадарной борьбе, (единственный член экипажа, участвовавший также в атомной бомбардировке Нагасаки).
- Капитан 1-го ранга ВМС США Уильям Стерлинг Парсонс (1901—1953) — специалист по атомной бомбе.
- Второй лейтенант Моррис Р. Джеппсон (1922—2010) — помощник специалиста по атомной бомбе.
- Сержант Джо Стиборик (1914—1984) — оператор радара.
- Штаб-сержант Вэйн Дазенберри (1913—1992) - бортинженер
- Сержант Роберт Шумард (1920—1967) — помощник бортинженера
- Штаб-сержант Роберт Карон (1919—1995) — хвостовой стрелок.
- Рядовой первого класса  Ричард Нельсон (1925—2003) — радист.

## История самолёта после бомбардировки Хиросимы
8 ноября 1945 года Робертом Льюисом самолёт был перебазирован на новое место дислокации 509-й специальной авиагруппы, авиабазу Розуэлл в штате Нью-Мексико. Было принято решение сохранить самолёт, и 24 июля 1946 года он был доставлен на авиационную базу Дэвис-Монтэн, Аризона. 
В дальнейшем, сменив несколько мест дислокации, самолёт был передан в Национальный музей авиации и космонавтики США.